# Lewes FC
Lewes FC är en engelsk fotbollsklubb i Lewes, grundad 1885. Hemmamatcherna spelas på The Dripping Pan. Klubbens smeknamn är The Rooks. Klubben spelar i Isthmian League Premier Division.

## Historia
Lewes bildades under ett möte på en lokal pub 1885. Till att börja med bar man gröna tröjor, men sedan 1893 har man ett rött och svart set. Man har alltid spelat sina hemmamatcher på The Dripping Pan (oftast bara kallad The Pan). Man vet att planen använts för fotbollsspel innan Lewes bildades, och även använts av lokalbefolkningen till rekreation så länge man kan minnas.
Lewes vann Mid-Sussex Football League två gånger (1910/11 och 1913/14) innan första världskriget, och 1920 var man med och startade Sussex County Football League. Man kom tvåa vid fyra tillfällen innan man säsongen 1964/65 lyckades vinna ligatiteln. Inför nästa säsong flyttade man till Athenian League.
Säsongen 1967/68 vann man Division Two och 1969/70 Division One och kvalificerade sig därmed för spel i Premier Division. Där spelade man till 1977 då man gick med i Isthmian League, som expanderade och utökade antalet divisioner. Till att börja med spelade man i Division Two, men efter att ha kommit tvåa 1979/80 flyttades man upp i Division One. De kommande elva säsongerna kom man sexa vid två tillfällen, annars placerade man sig i de nedre delarna av tabellen större delen av tiden, innan man flyttades ned till Division Two 1991. Man tog sig tillbaka till Division One direkt, men degraderades sedan två år i rad så att man var nere i Division Three.
Under säsongen 1998/99 anställdes Jimmy Quinn som tränare och två år senare kom man tvåa och flyttades upp till Division Two, som man vann och flyttades upp ännu en gång, den här gången till Division One South då ligan gjort en omorganisation. Steve King tog över som tränare och säsongen 2003/04 vann man Division One South.
2004 genomdrev Football Association en omfattande omstrukturering av National League System (NLS) och skapade två nya regionala divisioner i Football Conference. Detta gjorde att Lewes flyttades upp till Conference South i stället för Isthmian League Premier Division efter att de spelat tre slutspelsmatcher, detta fick till följd att de avancerade två divisioner.
Säsongen 2007/08 vann man Conference South och flyttades upp till Conference National för första gången i klubbens historia.

## Meriter
- Mid-Sussex Football League: 1910/11, 1913/14
- Sussex County Football League: 1964/65
- Sussex County Football League Cup: 1939/40
- Sussex Floodlight Cup: 1976/77
- Sussex RUR Cup: 1961/62, 1962/63, 1964/65
- Sussex Senior Challenge Cup: 1964/65, 1970/71, 1984/85, 2000/01, 2005/06
- Athenian League Division One: 1969/70
- Athenian League Division Two: 1967/68
- Isthmian League Division One South: 2003/04
- Isthmian League Division Two: 2001/02
- Conference South: 2007/08

### FA-cupen
Lewes har nått första omgången av FA-cupen tre gånger. Säsongen 2001/02 mötte man Stoke City på Britannia Stadium och förlorade med 0–2. Den 11 november 2006 förlorade Lewes med 1–4 på hemmaplan mot Darlington, och den 10 november 2007 förlorade man borta med 0–3 mot Mansfield Town.